# Brunner Erben Holding
Die Brunner Erben Holding AG mit Sitz in Zürich war ein Schweizer Bauunternehmen. Das sieben Tochtergesellschaften umfassende Familienunternehmen ist als Totalunternehmer und Generalunternehmer in allen wesentlichen Bereichen des Hoch- und Tiefbaus tätig. Die Unternehmensgruppe beschäftigt knapp 800 Mitarbeiter und erwirtschaftete 2006 einen Umsatz von 198 Millionen Schweizer Franken. Im Jahre 2013 fusionierten die Gruppengesellschaften Brunner Erben AG, Astrada AG, Egolf AG, Meyerhans AG und Baunova AG in die STRABAG AG.

## Tätigkeitsgebiet
Im Bereich des Tiefbaus führt das Unternehmen allgemeine Tiefbauarbeiten wie innerstädtischer Tiefbau, Ingenieurtiefbau, Strassenbau, Umgebungsarbeiten sowie Kanalinnensanierung durch. Darüber hinaus ist Brunner Erben auf Spezialtiefbau sowie im Untertagebau auf Tunnelbau, Stollenbau und Schachtbau spezialisiert.
Auf dem Gebiet des Hochbaus führt das Unternehmen Gewerbe- und Industriebauten, Dienstleistungsbauten, Wohnbauten sowie Spitalbauten durch. Nebst Neubauten führt Brunner Erben auch Umbauten, Renovationen und Sanierungen durch. Darüber hinaus ist das Unternehmen auch im Bereich des Holzbaus tätig. Im März 2011 gab der  Strabag Konzern die Übernahme der Brunner Erben Holding AG bekannt.